# Dietrich von Landsberg zu Erwitte

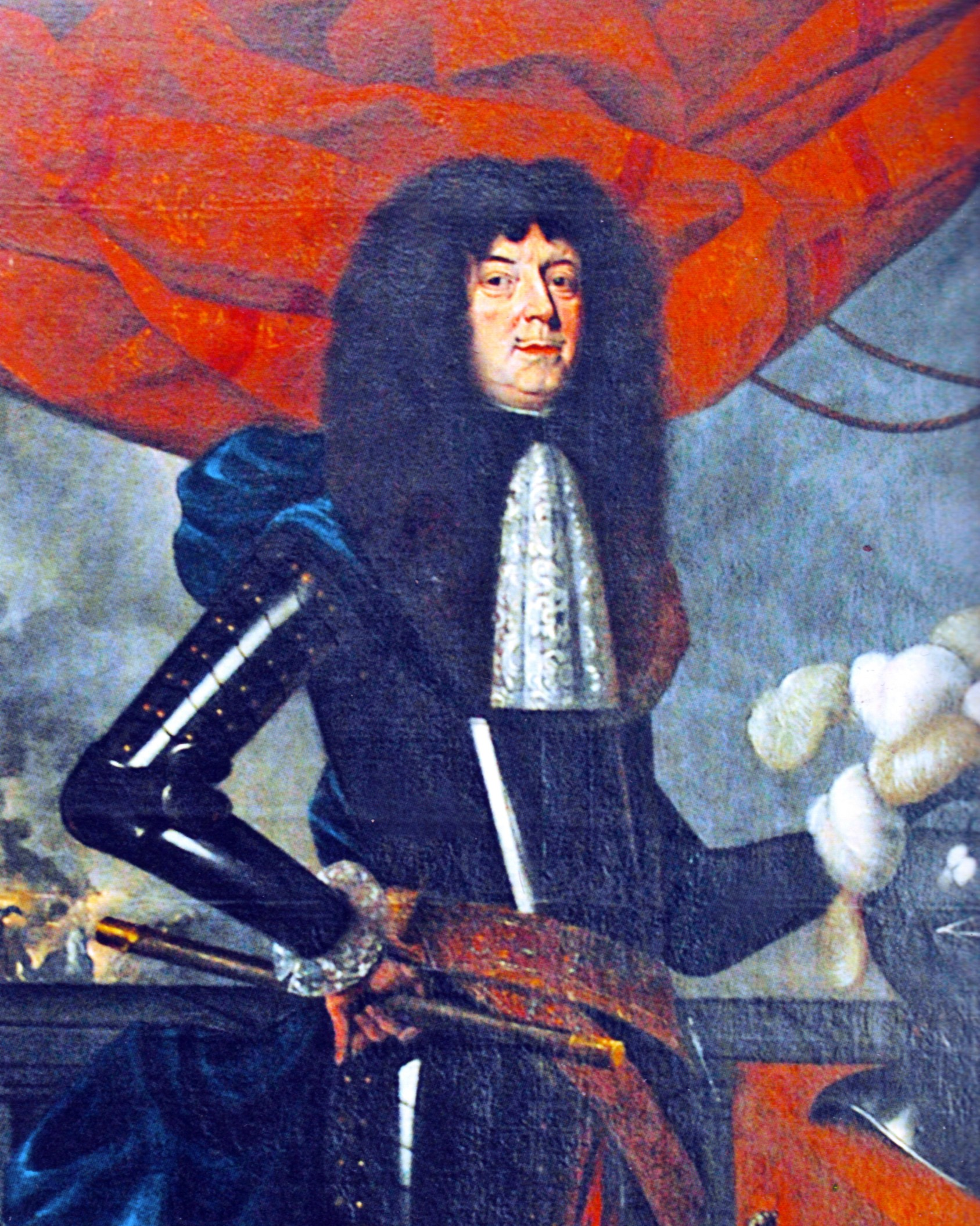
Daniel Dietrich von Landsberg zu Erwitte vor dem Hintergrund der Schlacht bei Stadtlohn

Daniel Dietrich von Landsberg zu Erwitte (teilweise auch als Theodor von Landsberg bezeichnet) (* um 1615/18; † 15. November 1683 in Arnsberg) aus dem Adelsgeschlecht der Herren von Landsberg war ein hochrangiger Offizier im kaiserlichen, spanischen und kurkölner Dienst, Diplomat sowie Landdrost im Herzogtum Westfalen.

## Familie
Das Geburtsjahr des Dietrich von Landsberg zu Erwitte ist nicht sicher überliefert. Nach einer nicht erhaltenen Familienchronik starb er 1683 im Alter von 65 Jahren, aber diese Angabe ist zweifelhaft. Bereits 1624 ist er als Inhaber einer Dompfründe in Paderborn belegt, die erst mit sieben Jahren übernommen werden konnte; sein Geburtsjahr ist deshalb vermutlich einige Jahre zurück zu datieren. Sein Vater war Jobst von Landsberg zu Erwitte (1568–1622), Landdrost im Paderborner Amt Dringenberg, kaiserlicher Oberst sowie adeliger Rat im Kurfürstentum Köln und im Hochstift Paderborn. Die Mutter war Dorothea von Erwitte zu Welschenbeck (um 1572 bis 1656).
Er selbst war dreimal verheiratet. 1642 heiratete er Anna Margarethe Reichsfreiin Raitz von Frentz zu Frentz und Kendenich, die 1643 nach der Geburt des Sohnes Ferdinand Franz im Wochenbett starb. Seine zweite Frau Anna Katharina Erwitte von Plettenberg zu Meiderich starb bald nach der Hochzeit 1646 (begraben in St. Nicolai in Balve). Seine dritte Ehefrau war Jutta Antonetta von und zu Leyen und Bongard (1633–1704) überlebte ihren Ehemann und wurde neben ihm im Kloster Wedinghausen begraben.
Ein Sohn war der Generalleutnant und Gouverneur der Stadt Münster Franz Anton von Landsberg, andere Söhne Franz Kaspar Ferdinand von Landsberg zu Erwitte, Franz Dietrich Joseph von Landsberg zu Erwitte, Franz Ferdinand von Landsberg zu Erwitte, Franz Johann von Landsberg zu Erwitte und Franz Ludolf von Landsberg zu Erwitte.

## Leben und Wirken

### Frühe Jahre
Bereit sehr früh verstarb der Vater. Nur wenig später starb auch der ältere Bruder Jobst. Ursprünglich war Dietrich von Landsberg für den geistlichen Stand vorgesehen, wurde aber nun Stammhalter und Haupterbe.
Seit 1633 studierte er an der Universität Orléans die Rechte. Daneben wurde er in adeligen Fertigkeiten wie Fechten, Tanzen, Musizieren aber auch Mathematik ausgebildet. Danach begab er sich 1636 auf eine ausgedehnte Kavalierstour nach Frankreich, England, Italien bis hin nach Neapel und Sizilien, Ungarn und in die spanischen Niederlande.
Nach seiner Rückkehr hielt er sich zunächst am Hof des Kölner Kurfürsten Ferdinand von Bayern auf. In Köln heiratete er 1642 seine erste Frau, eine Tochter des Landhofmeisters Adolf Sigismund Reichsfreiherr Raitz von Frentz zu Frentz und Kendenich. Der Kurfürst ernannte Landsberg 1643 zum Kämmerer und zum westfälischen Rat. Im selben Jahr erhielt Landsberg die Anwartschaft auf das Amt und das Gogericht Erwitte.

### Dreißigjähriger Krieg und spanischer Kriegsdienst
Im selben Jahr war Landsberg Generalwachtmeister im Krieg gegen Frankreich und tat unter anderem in Flandern und Artois Dienst. Im Auftrag der Landstände des Herzogtums Westfalen unternahm er zahlreiche Gesandtschaft unter anderem nach Bonn, Köln und Kassel. Er begleitete 1644 den kurkölnischen Hauptgesandten Franz Wilhelm von Wartenberg zum Friedenskongress nach Osnabrück. Seit 1646 war er Amtsdrost des Amtes Erwitte. Dieses Amt wurde 1657 erblich.
Im Jahr 1647 war Landsberg zusammen mit Franz Egon von Fürstenberg kurkölnischer Gesandter am kaiserlichen Hof. Außerdem war er Gesandter beim Reichstag, in Frankreich und Schweden. Im selben Jahr wurde er zum kurkölnischen Erbkämmerer ernannt. Ebenfalls 1647 und nicht erst 1649 war Landsberg Landdrost und damit Vertreter des Kurfürsten im Herzogtum Westfalen. Einer ersten Sitzung der Landschaftsdeputierten saß er im Oktober des Jahres vor. Während eines weiteren Aufenthalts am Wiener Hof wurde von Landsberg 1648 von Ferdinand III. in den Reichsfreiherrenstand erhoben.
Für die katholische Liga war er 1648 Obrist eines Fußregiments beim Heer in Westfalen. Im Jahr 1649 trat er mit seinem Regiment in spanische Dienste und diente als Obristfeldwachtmeister über „ein Corps deutscher Völker.“ An anderer Stelle wird er als Generalwachtmeister über acht Regimenter deutscher Völker bezeichnet. Er diente vor allem auf dem niederländischen Kriegsschauplatz. Im Jahr 1650 verließ er die spanischen Dienste und kehrte zu seinem Landdrostenamt im Herzogtum Westfalen zurück.

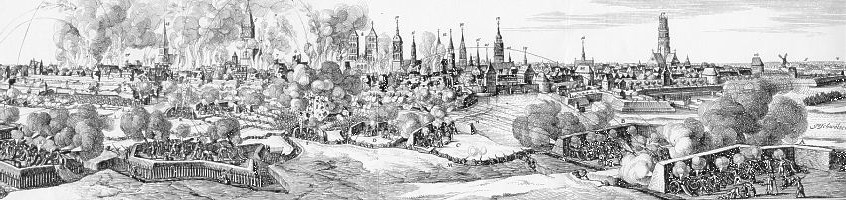
Die Belagerung von Münster im Jahr 1657 – Radierung von Caspar Merian

### Kurfürstlicher Gesandter
Im Jahr 1651 wurde er durch Aufschwörung offiziell in die Ritterschaft des Herzogtums Westfalen aufgenommen. Er genoss das volle Vertrauen von Kurfürst Maximilian Heinrich von Bayern und dessen Minister Franz Egon von Fürstenberg. Daher wurden ihm auch als Landdrost immer wieder diplomatische und militärische Missionen übertragen. Im Jahr 1653 nahm er an der Königswahl von Ferdinand IV. teil. Auch bei der Kaiserwahl von Leopold I. 1658 war er in Frankfurt am Main anwesend. Verschiedentlich war er Gesandter bei Fürstbischof Christoph Bernhard von Galen in Münster. Häufig war er im Auftrag des Kurfürsten und Fürstbischofs von Hildesheim im Hochstift Hildesheim in den 1650er und 1660er Jahren als Landtagskommissar tätig. Er nahm auch an der in Hildesheim tagenden Kriegskonferenz des Rheinischen Bundes 1658/59 teil. Von Hildesheim aus reiste er 1659 an die Höfe von Hannover und Wolffenbüttel sowie 1660 nach Berlin. Er versuchte 1665 zwischen den in Streit liegenden Zweigen der Welfen zu vermitteln. Auch später war er noch gelegentlich diplomatisch tätig. So verhandelte er 1677 am Hof von Pfalz-Neuburg.

### Militärische Missionen
Landberg war beim Kurfürsten und dessen Minister nicht nur als Diplomat, sondern auch als Fachmann für militärische Aufgaben gefragt. Er hatte so etwas wie die Stelle eines kommandierenden Generals im Herzogtum Westfalen inne. Später ähnelte seine Position gar der eines Kriegsministers des Kurstaates. Bei der Belagerung von Münster 1657 kommandierte Landsberg die kurkölnischen Hilfstruppen. Da die Beschießung der Stadt auch erheblichen Schaden an den Kirchen anrichtete, befahl ihm Bischof Christoph Bernhard von Galen, damit aufzuhören. Im Jahr 1671 war Landsberg erneut Kommandeur eines Regiments und diente bis 1672 als Gouverneur der Stadt Neuss. Anschließend war er Befehlshaber der kurkölnischen Truppen im Herzogtum Westfalen. Im Jahr 1673 war er Gouverneur der Stadt Bonn und leitete die Verteidigung der Stadt bei einer Belagerung. Ein Jahr später war er Gouverneur in Rheinberg. Diesen Posten hatte er bis zu seinem Tod inne.

### Amtsführung als Landdrost

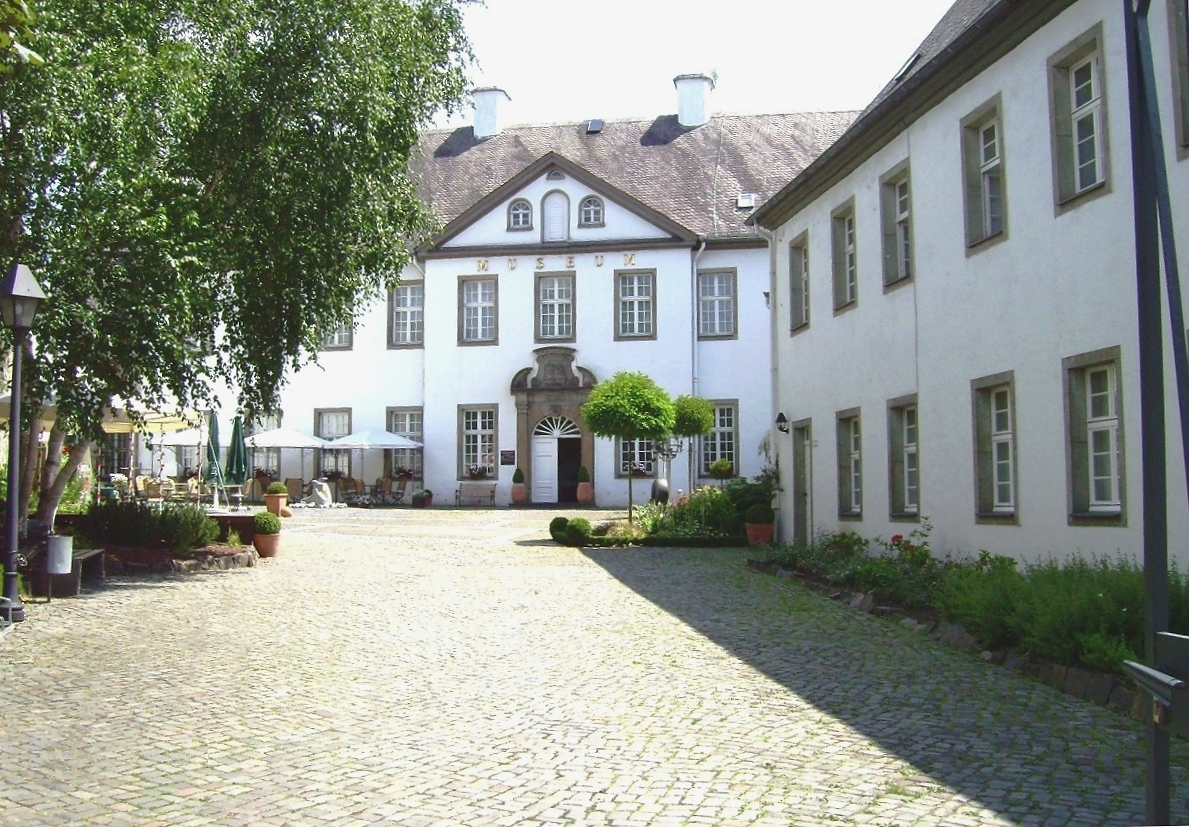
Landsberger Hof

Seine vielfältigen diplomatischen und militärischen Aufgaben führten dazu, dass Landsberg häufig sein Amt als Landdrost nicht ausüben konnte. Vertreten wurde er in diese Zeit von Ferdinand von Wrede, Drost von Balve. Wegen seiner engen Beziehungen zu Franz Egon und Wilhelm Egon von Fürstenberg und deren profranzösischen Politik stieß er bei einem Teil des heimischen Adels etwa den westfälischen Fürstenbergs auf Kritik. Er war offenbar auch in seinem Amt Erwitte wenig beliebt. Wahrscheinlich gegen den Vorwurf er würde sein Amt als Landdrost vernachlässigen verfasste er 1663 ein Rechtfertigungsschreiben, in dem er seine Leistungen für das Herzogtum aufzählte. Dabei betonte er als Ziel die Sicherung der alten Privilegien und der Verfassung des Landes.
Als Leistungen führt er unter anderem auf, dass die an die westfälischen Fürstenbergs verpfändeten Ämter Waldenburg, Bilstein und Fredeburg zwischen 1652 und 1654 ausgelöst wurden. Er war danach auch maßgeblich am Recessus perpetuae concordiae von 1654 beteiligt. In diesem Kompromiss zwischen den Landständen der Städte und der Ritterschaft wurde zwar die grundsätzliche Steuerfreiheit des Adels festgeschrieben. Dieser war in Notzeiten, etwa während Kriegen, verpflichtet Abgaben zu leisten. Die Steuerquote für die Städte wurde zu Lasten der Bauern herabgesetzt.
Weiterhin schrieb er sich das System der Quartalsstände von 1657 und damit die weitere Ausgestaltung des ständischen Steuersystems zu. Ebenso gehörte zu seinen Maßnahmen die Festschreibung einer Verschärfung der Ahnenprobe für die Aufnahme in die Ritterschaft. In seine Zeit fällt auch die Einführung der Verzehrungskosten für die Deputierten der Stände auf den Landtagen durch den Kurfürsten im Jahr oder die Beilegung von Streitigkeiten der Stände untereinander. Für die Eigenständigkeit des Landes besonders wichtig war die Anerkennung des Indigenatrechtes durch den Landesherren und das Kölner Domkapitel. Danach durften Ämter im Herzogtum nur noch an Einheimische vergeben werden. Auch konnte der Streit mit Waldeck um die Freigrafschaft Düdinghausen beigelegt werden.
Weitere Pläne, die er aufführte, zielten auf eine weitere Stärkung der Stellung des Herzogtums gegenüber dem Kurstaat ab. So plante er eine eigene Lehnskammer, die Einführung eines besonderen Landrechtes und gar die Erlangung eines eigenen Sitzes im Reichsfürstenrat. Diese Pläne kamen jedoch nicht zu Ausführung. In der praktischen Verwaltungsarbeit übte er durch seine Orts- und Personenkenntnisse erheblichen Einfluss auf die Besetzung Beamten und Richtern aber auch von Scharfrichtern und gar Geistlichen aus.
Für seine Verdienste um das Herzogtum Westfalen schenkten ihm die Landstände ein repräsentatives Palais in Arnsberg, das seither Landsberger Hof heißt.

### Familien- und Kirchenförderung
Neben seinen öffentlichen Ämtern kümmerte sich Landsberg intensiv um die Stärkung seiner Familie. Teilweise als Gegenleistung für das Kapital, das er dem Kurfürsten zur Auslösung des verpfändeten Amtes Balve zur Verfügung stellte, wurde ihm 1657 die Erblichkeit des Drostenamtes in Erwitte gewährt. Er wurde auch Oberamtmann der fürstbischöflich paderborner grundherrlichen Rechte in Erwitte und Westernkotten. Mit Hilfe seiner beträchtlichen Einkünfte und einer gezielten Heiratspolitik gelang es ihm den Besitz seines Hauses zu mehren. Die Ehe mit seiner ersten Frau brachte ihm gute Kontakte am kurfürstlichen Hof ein, seine zweite Heirat brachte ihm Anwartschaften auf beträchtlichen Gutsbesitz sein und seine dritte Heirat brachte weitere Verflechtungen mit bedeutenden Adelsfamilien.
Im Jahr 1656 ging eine Hälfte von Schloss Wocklum und der große zugehörige Besitz über seine zweite Frau in den Besitz des Hauses Landsberg über. Den zweiten Teil erwarb er für etwa 38.000 Taler. Für das Gut Mellen, auf das er durch seine Frau Anrechte hatte, bezahlte er 29.000 Taler. Er erwarb außerdem den Broickhof bei Erwitte und das Gut Völlinghausen. An der Mosel kaufte er den Erb- und Weinhof Corey.
Landsberg stiftete zur Sicherung des Familienbesitzes 1681 einen Fideikommiss. Dessen Wert wurde auf fast 270.000 Reichstaler beziffert. Darüber hinaus hatte er 32.400 Taler bei der Westfälischen Landschaft angelegt.
Sein Landesherr schätzte an Landsberg auch dessen Katholizität. Er unterstützte maßgeblich den Bau des 1645 gegründeten Kapuzinerklosters in Werl, in dem er 1651 der Gemeinschaft den Ankauf eines Grundstückes vermittelte und Gelder für den Bau gab. Er sah sich als principalis fundator des Klosters und wurde mit einer Inschrift auf dem Grundstein geehrt. Im Jahr 1648 legte er auch den Grundstein für das Franziskanerkloster in Attendorn. Im Jahr 1680 stiftete er dem Kloster Wedinghausen einen neuen Hochaltar. Geschaffen wurde dieser durch den Bildhauer Christian Gresemann und der Malerin Elisabeth Cronenberg. Die Kosten beliefen sich auf immerhin 2700 Taler. Das Kloster gewährte ihm das Recht unter dem Chor ein Erbbegräbnis für seine Familie anzulegen.
Bei seinem Tod gehörten die von Landsbergs zu den führenden Adelsfamilien Westfalens. Landsberg wurde in der Kirche des Klosters Wedinghausen am von ihm gestifteten Landsberger Altar begraben.